# Andrea Pomella
Andrea Pomella (Roma, 1973) è uno scrittore italiano.

## Biografia
È nato e cresciuto nel quartiere di Settebagni, posto a nord della capitale. Dopo aver pubblicato monografie su Caravaggio e Van Gogh, ha esordito nella narrativa nel 2008 con Il soldato bianco, cui ha fatto seguito il saggio 10 modi per imparare a essere poveri ma felici (Laurana, 2012). Nel 2013 ha pubblicato il romanzo La misura del danno (Fernandel). Nel 2018 il suo romanzo autobiografico Anni luce (Add Editore), racconto di una giovinezza vissuta negli anni del grunge, è stato tra i 12 libri candidati al Premio Strega. Sempre nel 2018 per Einaudi è uscito L'uomo che trema, il racconto di una vita in perenne lotta con la depressione, vincitore l'anno successivo del Premio Napoli nella sezione narrativa e del Premio Wondy per la letteratura resiliente. Nel 2020 ha pubblicato il memoir I colpevoli (Einaudi), ideale seguito de L'uomo che trema, in cui narra la ricostruzione del legame con il padre incontrato dopo un rabbioso distacco durato trentasette anni. È del 2022 Il dio disarmato (Einaudi), romanzo storico sulla strage di via Fani e sulle ultime ore di libertà di Aldo Moro. Nel 2023 ha pubblicato per Giulio Perrone Editore A Edimburgo con Irvine Welsh - Il sogno di un dio folle. Nel 2025 ha pubblicato Vite nell'oro e nel blu (Einaudi), romanzo che racconta le vicende biografiche di Mario Schifano, Franco Angeli, Tano Festa e Francesco Lo Savio.  
Ha collaborato con Il Fatto Quotidiano e Rivista Studio. Scrive per le riviste online DoppioZero, Minima&moralia, The Italian Review.
Insegna scrittura creativa alla Scuola del Libro di Roma e alla Holden di Torino. 

## Opere
- Van Gogh, Roma, Ats, 2004, ISBN 978-8875710873.
- Caravaggio. Un artista per immagini, Roma, Ats, 2005 ISBN 978-88-88536-75-0.
- Musei Vaticani, Edizioni Musei Vaticani, 2007 ISBN 978-8882712419.
- Il soldato bianco, Roma, Aracne Editrice, 2008 ISBN 978-88-548-1955-9.
- 10 modi per imparare a essere poveri ma felici, Milano, Laurana Editore, 2012 ISBN 978-88-96999-16-5.
- La misura del danno, Ravenna, Fernandel, 2013 ISBN 978-88-95865-76-8.
- Anni luce, Torino, Add Editore, 2018 ISBN 978-88-6783-176-0.
- L'uomo che trema, Torino, Einaudi, 2018 ISBN 978-88-06-23849-0.
- I colpevoli, Torino, Einaudi, 2020 ISBN 9788806243951[6].
- Il dio disarmato, Torino, Einaudi, 2022, ISBN 9788806251048.
- A Edimburgo con Irvine Welsh - Il sogno di un dio folle, Roma, Giulio Perrone Editore, 2023, ISBN 9788860047014
- Vite nell'oro e nel blu, Torino, Einaudi, 2025, ISBN 9788806263485